# Jetpak
Jetpak är ett nordiskt logistik- och budföretag. 
Verksamheten startade inom ramen för Linjeflyg och kallades då Nya Fraktflyget. Jetpak har idag verksamhet i Danmark, Finland, Norge, Sverige, Nederländerna och Storbritannien. Företaget specialiserar sig på snabba dörr-till-dörr-transporter med flyg och marktransporter för kunder med oplanerade transportbehov. Nyligen [när?] har man även utvecklat transportlösningar för expressdistribution som fokuserar på mycket korta ledtider och goda informationslösningar.  
Den svenska delen av företaget hade under många år ett nära samarbete med budbilsföretaget Adena Pickos, startat av bland andra Picko Troberg (Pickos budbilar), som skötte marktransporterna åt Jetpak. Sedan år 2004 är Adena Pickos verksamhet integrerad i Jetpak.
Jetpak var fram till december 2005 en del av Scandinavian Airlines Group då Polaris Private Equity, ett investmentföretag med säte i Danmark förvärvade Jetpak Group. Under första halvåret 2006 har Accent Equity Partners förvärvat en aktiepost i Jetpak. Jetpak förvärvade under samma period det norska företaget Borg-Trans som är en ledande aktör inom transport/distribution av reservdelar för bilindustrin, som avyttrades i mars 2015.
Företagets koncernchef och VD var 2011-2016 Henrik Ringmar. Från januari 2016 är Kenneth Marx koncernchef.